# إيفان أوبرادوفيتش
إيفان أوبرادوفيتش (بالصربية: Иван Обрадовић)‏ (مواليد 25 يوليو 1988 في أوبرينوفاتش - يوغوسلافيا) لاعب كرة قدم صربي يلعب حاليا لصالح نادي الدرجة الأولى ريال سرقسطة الإسباني منذ 2009 في مركز الظهير الأيسر .

## روابط خارجية
- إيفان أوبرادوفيتش على موقع الاتحاد الدولي (مؤرشف)  (الإنجليزية)
- إيفان أوبرادوفيتش على موقع الاتحاد الأوربي (الإنجليزية)
- إيفان أوبرادوفيتش على موقع قاعدة بيانات كرة القدم.إي يو (الإنجليزية)
- إيفان أوبرادوفيتش على موقع ناشيونال فوتبول تيمز (الإنجليزية)
- إيفان أوبرادوفيتش على موقع Soccerway.com (الإنجليزية)
- إيفان أوبرادوفيتش على موقع عالم كرة القدم.نت (الإنجليزية)
- إيفان أوبرادوفيتش على موقع AS.com (الإسبانية)